# Tóbiás könyve
Tóbiás könyve a katolikus Biblia egyik deuterokanonikus könyve.

## Keletkezése
Tóbiás könyve (a héber „Tobijah” – „Isten az én Jóságom” szóból) régi zsidó irat. Az ősi szövegek nagyon változatosak, így fordításaik sem egyeznek részleteikben. Szent Jeromos, amikor a Vulgátát írta előszavában megjegyzi, hogy "káld" szövegből fordította latinra. Nemrégiben Kumran környékén megtalálták a könyv négy arámi és egy héber nyelvű töredékét. Ezek alapján keletkezése korát a Kr. e. 175 körüli évekre teszik. A könyv hiteles történeti magvát, azt, hogy Tóbiás élt-e vagy sem, nem tudták megállapítani, .

## Témája
Ez a könyv egy Tóbit nevű, az asszír fogságban élő istenfélő zsidó emberről és fiáról, Tóbiásról szól. Tóbit sok jó cselekedete ellenére rejtélyes módon hirtelen megvakult és kétségbeesetten könyörgött Istenhez, hogy vegye el az életét. Ugyanebben az időben szintén halált kért Istentől a médiai Ekbatana városában élt Sára nevű asszony, akiről úgy tartották, hogy megszállott és már hét férjével végzett a nászéjszakán. Isten mindkét imát meghallgatta és elküldte Rafael arkangyalt segítségül. A fiatal Tóbiás apja üzleti ügyeit végezve úton volt egy távoli városba, mikor Ráfáel, fiatalember képében, őt kutyájával együtt Sára házához vezette. Tóbiás ott elvette Sárát és Ráfáel utasításait követve kiűzte Sárából a gonoszt (Asmodeus = „Romboló”). Együtt hazatértek és Tóbiás meggyógyította apja vakságát. A könyv Tóbit Jeruzsálem újraépítéséről és a fogságból való visszatérésről szóló próféciájával végződik.

## Mondanivalója
A történet a jóindulat, a házasság és az imádság eszményére nevel és arról biztosít, hogy Isten a béketűrésben kitartó igazak iránti könyörület Istene aki megbünteti a gonoszt. A szenvedés nem Isten büntetése, hanem egy olyan próbatétel, – amely szórványban élő népekhez is szól –, hogy Isten hűséges, és az embernek is hűségesnek kell lennie. A szülői gondoskodás, a gyermeki szeretet egyszóval a családi szeretet hatja át a könyvet. A fiatal Tóbiás és kutyája az angyallal a keresztény ikonok kedvenc témái.